# Герега Олексій Віталійович
Олексі́й Віта́лійович Гере́га (нар. 18 грудня 1993 — 8 червня 2015) — сержант Збройних сил України.

## Життєпис
Народився в селі Залісся Старосинявського району). 2011 року закінчив Залісянську ЗОШ, вступив у Кам'янець-Подільський університет ім. І. Огієнка. Після року навчання продовжив вчитися у Львівській академії сухопутних військ, яку закінчив в березні 2014 року. Служив у ЗСУ за контрактом, сержант з МТЗ 28-ї окремої механізованої бригади.
8 червня 2015-го загинув поблизу міста Красногорівка — військовий автомобіль наїхав на протитанкову міну та вибухнув — ГАЗ-53 перевозив набої на позиції українських військ. Тоді ж загинули старший солдат Сергій Бедрій, солдати Олексій Бобкін, Олег Дорошенко, Сергій Керницький, Олександр Мостіпан, Максим Чорнокнижний.
Похований у місті Хмельницький (в інших джерелах — у селі Залісся Старосинявського району).

## Нагороди та вшанування
- Указом Президента України 37/2016 від 4 лютого 2016 року — орденом «За мужність» III ступеня (посмертно)[1].